# Kasannoin Tadatsune
Kasannoin Tadatsune (花山院忠経, [かざんいん ただつね] Erro: {{japonês}}: texto da transliteração contém caractere não latino (pos 1) (ajuda), 1173-1229, também pronunciado Kazanin Tadatsune, conhecido como  Kasannoin no Udaijin ou Kazanin no Udaijin) foi um nobre do final do período Heian e início do período Kamakura da história do Japão.

## Vida
Tadatsune foi o filho mais velho de Fujiwara no Kanemasa e o quinto líder do ramo Kasannoin, um sub-ramo do ramo Hokke do Clã Fujiwara. Tadayori, Tadasuke, Sadamasa, Tsunemasa, Morotsugu, Nobutsune foram seus filhos.

## Carreira
Tadatsune  serviu os seguintes imperadores: Takakura (1177 - 1180), Antoku (1180 - 1185), Go-Toba (1183 - 1198), Tsuchimikado  (1198 - 1208). 
Tadatsune passa a servir a corte no Kurōdodokoro em 29 de dezembro de 1177 durante o reinado do Imperador Takakura.
Em 26 de março de 1181, no governo do Imperador Antoku, Tadatsune é nomeado Tosa Kenkai (governador da província de Tosa). 
Em 1187 sob o reinado de  Imperador Go-Toba, Tadatsune passa a ser Uchūjō (Comandante da ala direita) do Konoefu (Guarda do Palácio). E passa a servir concomitantemente a partir de 8 de janeiro de 1899 como Iyo kai (intendente na província de Iyo). Sendo que em 10 de junho é transferido para a ala esquerda do Konoefu no cargo de Sachūjō (Comandante da ala esquerda). Em 24 de janeiro de 1190 Tadatsune foi nomeado Etchū Gonmori (governador provisório da Província de Etchū).
Em 9 de dezembro de 1193 Tadatsune é promovido a Sangi e concomitantemente a partir de 30 de janeiro de 1194 passa a ser Etchū Gonmori. E em 30 de janeiro de 1197, Tadatsune é promovido a Gonchūnagon (Chūnagon provisório).
No governo do Imperador Tsuchimikado, Tadatsune é nomeado Kōgōgūshiki (Camareiro da Imperatriz) em 9 de dezembro de 1198. Em 22 de junho do ano seguinte (1199) é efetivado Chūnagon. Em 6 de março de 1200 promovido a Gondainagon (Dainagon provisório), e em 15 de abril passa a servir também como Tōgūbō (Tutor do Príncipe Herdeiro).
Em 24 de novembro de 1205 Tadatsune é efetivado Dainagon e em 28 de março de 1206 promovido a Naidaijin. Tadatsune foi promovido a Udaijin em 10 de fevereiro de 1207 mantendo-se neste cargo até 28 de maio de 1208. Torna-se então Shukke-hō (monge budista) em 22 de dezembro de 1213,  até vir a falecer em  5 de agosto de 1229.